# پراوووستوچنویه
پراوووستوچنویه (به لاتین: Pravovostochnoye) یک منطقهٔ مسکونی در روسیه است که در استان آمور واقع شده‌است.